# Amor humor
Amor humor es el título del tercer álbum grabado en estudio de Nacho Cano, ex componente del grupo Mecano, lanzado al mercado en 1999. Vendió cerca de 200 000 copias.
Nacho Cano quiso dar a este nuevo trabajo discográfico un enfoque diferente predominando letras de tono humorístico en canciones como : "El monzón del español", "Los móviles", "Working girl" ( dedicado a la prostitución femenina), "Lo mejor de ser artista" y quizá el mejor ejemplo de ese humor-estético con  "La historia de Bill Clinton contada para niños".
El álbum cuenta con la colaboración de vocalistas como Nacho Campillo, Mercedes Ferrer, Arturo Pareja Obregón y Natalia Zisa, así como también de Los Morancos y Paco Clavel.
Del álbum se extrajeron tres sencillos para su promoción: Sube sube, El campo de tu atención y El presente junto a ti.

## Grabación
Todos los temas del álbum fueron compuestos, arreglados y producidos por Nacho Cano, que también se ocupó de la programación, los sintetizadores, el piano y las guitarras, contando además con la colaboración de los músicos Ángel Celada (batería en las pistas 1, 2, 3, 7, 8 y 10), Vicenzo Filippone (batería en los restantes temas), Javier Quilez (bajo en el tema Relato de un secuestro), David Elorriaga (bajo en los restantes temas) y Jason Hart (piano). Los arreglos de cuerda, interpretados por el grupo de cuerda de Gavin Wright, son de Peter Hope y Nacho Cano; el primero se encargó también, asistido por Jason Hart, de la orquestación y dirección.
El álbum fue grabado y mezclado en los estudios Beatstreet (New York) y Belsize Park (Londres), por los ingenieros de grabación Gugu Martínez y Luis Rodríguez, y mezclado por Ren Swan, Gugu Martínez y Nacho Cano.
En el disco, con fotos de María Espeus y dedicado a Carlos Durán, Nacho Cano muestra sus agradecimientos a "Mercedes, Luis, Mayte, Gugu, Octavio, Akiko, Martas, Carlos Varón, Joe Franco, Miguelito, Carmen (Profe), Jason, Ana Torroja, Javier Adrados, Robert Guilham, Fernando Porcar, José Herrero, María Díaz, Vicente Mañó, Rosa Lagarrigue, Hugo, Capi, Susana, Kelli, Partha, Virgin Records y a todas las personas que me han ayudado a llegar hasta aquí. Gracias especiales: A Natalia Zisa por poner el alma en cada nota y dibujar cada palabra con cientos de matices. A Mercedes Ferrer por estar siempre a mi lado, imprimir de magia mis canciones y ser talismán de buena suerte. A Arturo Pareja Obregón, por ser mi hermano y por vivir la vida con la intensidad de una montaña rusa. «Por eso cantas así». Nacho Campillo por toda la ilusión, el arte y la entrega que puso en la grabación y por ser una persona excelente. A César y Jorge (Los Morancos) por enseñarme que el humor es la forma más inteligente de amor. Y por lo generosa que es su actitud de regalar la risa constantemente a todos los que le rodean. A Paquito Clavel, porque no se corta un pelo y sabe hacer de las cositas pequeñas un universo de sensaciones grandes. A todos ellos les estoy muy agradecido por haber llevado mis canciones a otra dimensión".

## Temas
1. Sube, sube — 3:59
(voz principal: Natalia Zisa)
2. El monzón del español — 3:51
(voz principal: Nacho Campillo)
3. La historia de Bill Clinton contada para niños — 4:33
(introducción y narradores: Los Morancos / voces: Arturo Pareja Obregón y Paco Clavel)
4. Relato de un secuestro — 4:04
(voz principal: Mercedes Ferrer)
5. El campo de tu atención — 3:20
(voz principal: Natalia Zisa)
6. El presente junto a ti — 3:39
(voz principal: Natalia Zisa)
7. La montaña — 4:20
(voz principal: Arturo Pareja Obregón)
8. Los móviles — 4:10
(voz principal: Arturo Pareja Obregón)
9. Working girl — 3:03
(voz principal: Natalia Zisa)
10. La acera de Calcuta[2] — 4:24
(voz principal: Mercedes Ferrer / fragmento en bocaquiusa:[3] la niña Sabera)
11. Lo mejor de ser artista — 4:33
(voz principal: Nacho Campillo)

## Sencillos y maxisencillos
- Sube, sube (CD sencillo promocional)
- El campo de tu atención (CD sencillo promocional)
- El presente junto a ti (CD sencillo promocional)